# Parany

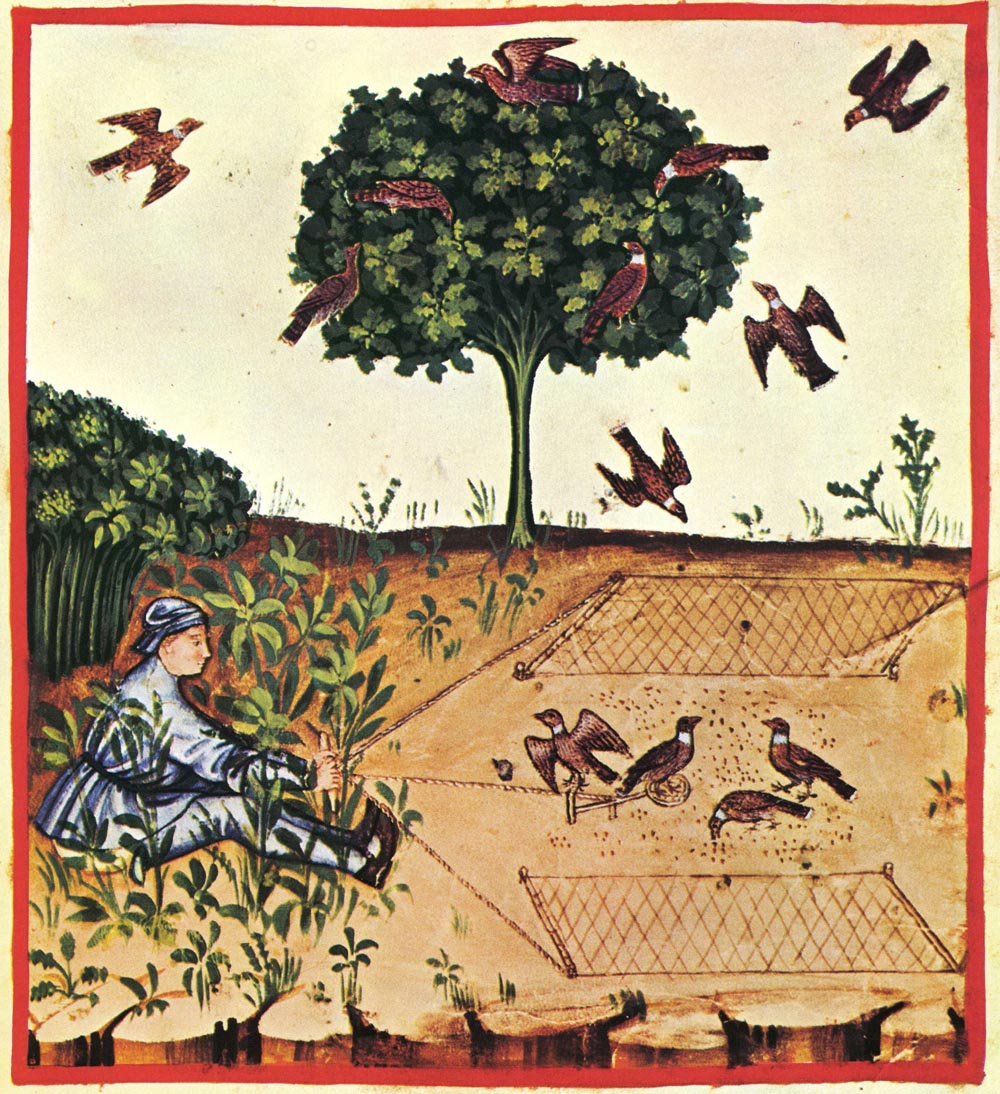
Paranys a base de xarxes per a agafar ocells. Segle XIV.

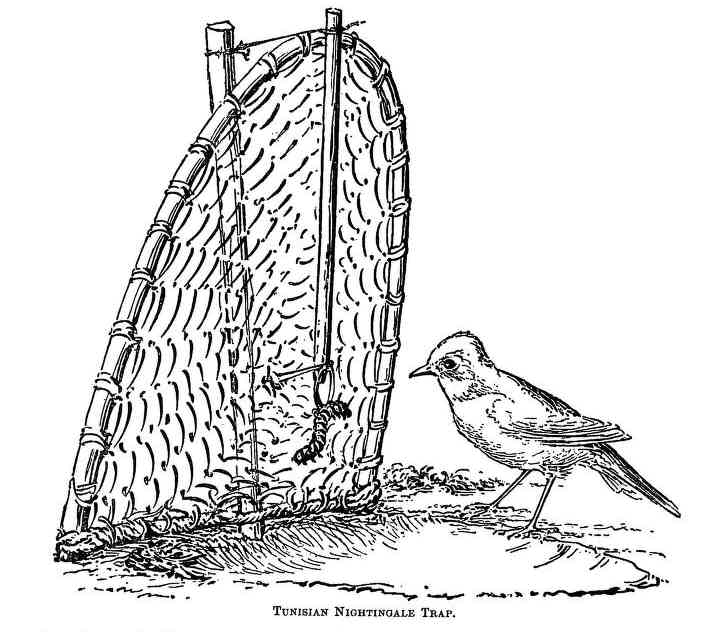
Parany tunisià per a caçar ocells vius. Una llosa-parany és molt semblant però més contundent.

Un parany és un dispositiu dissenyat per a capturar animals bé sia per al control de plagues, gestió d'espais naturals, per a alimentació (caça o pesca). Els dispositius varien força en forma i composició per a cada tipus d'animal i l'objectiu que té la captura (mort o alliberament), però tots els paranys disposen d'elements per a la retenció de l'animal.
També es coneix com a parança, llaç o trampa.

## Caça amb parany
Aquesta manera de caçar es basada en la preparació d'arbres, per mitjà de la instal·lació de penjadors on es col·loquen varetes d'espart impregnades amb vesc. Per a la captura d'ocells, principalment tords, utilitzant com a reclam la reproducció del cant dels ocells per mitjà d'esquers, d'ocells engabiats i modernament d'aparells de reproducció de sons enregistrats.
Aquesta tècnica de caça es diu que és massiva perquè no es pot controlar el nombre d'ocells que cauran en un cert moment, i no-selectiva perquè qualsevol classe d'ocell està exposada a agafar-se al vesc i, per tant, a ser capturada. La distribució geogràfica als Països Catalans d'aquesta pràctica es concentra en la part nord del País Valencià i sud de Catalunya, encara que n'hi ha alguns punts isolats a la Franja de Ponent.

## Caça amb llosa
La caça amb llosa, llosella o lloseta és un sistema de prendre animals petits, ocells, per mitjà d'un parany. Part fonamental del dispositiu és una llosa. Preparar aqueix parany s'anomena “parar la llosa”.
- Descripció del parany: Una llosa de dimensions adequades es posa en posició alçada i formant un cert angle amb l'horitzontal. La llosa, en posició inestable, es manté dreta amb unes quantes branquetes o bastonets disposats de forma particular. Com aquell qui diu “a punt de disparar-se” (o desparar-se). Un cop parada la llosa cal posar un esquer adequat per a atraure l'animal que hom vol caçar.
- Quan l'animal (ocell, conill...) prova de menjar l'esquer, si toca qualsevol branqueta la llosa li cau damunt i resta atrapat. Aquesta mena de caça és reglamentada a Europa, certs països la prohibeixen.

En la llosa de caçar, s'anomenen clavilles el bastó que amorra al capçalet o la tiba (pedra plana en la qual s'estalonen les clavilles, i que cau damunt la presa).

## Paranys per a la pesca

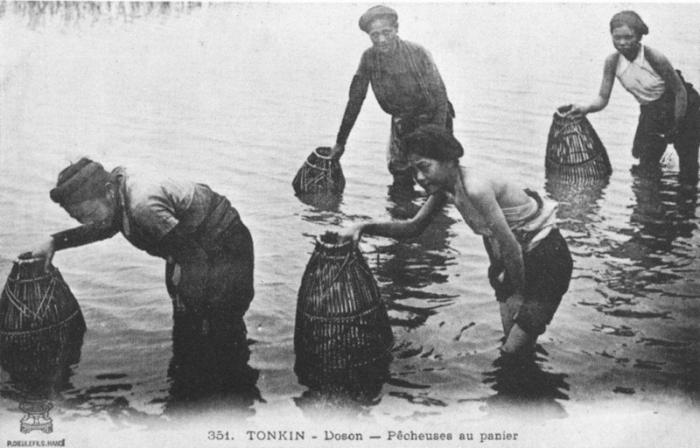
Dones pescadores a Đồ Sơn, Hải Phòng, Vietnam, amb paranys de tipus nansa. Segle XIX.

En la pesca de mar i fluvial es fan servir tècniques amb instruments o arts fixes de diferents dimensions amb la finalitat de capturar certs peixos i, especialment, crustacis, com llagostes i crancs de riu. El parany per a capturar crancs de riu consisteix en un cistell de dos anells que entrellaça amb una xarxa.
Entre els paranys utilitzats tradicionalment als Països Catalans cal mencionar la nansa, la gravitana i el tresmall que són arts menors d'estructura simple i que treballen d'una manera passiva. Alguns paranys porten esquer, però uns altres es posen sense esquerar i els peixos es dirigeixen vers el parany pel corrent o també hi ajuden un grup de gent fent sorolls o batent l'aigua.

## Detalls d'alguns paranys
El 1791 Antoni Sañez Reguart fou l'autor del «Diccionario histórico de los artes de la pesca nacional», publicat en cinc volums amb 346 làmines.
- Volum 1.[4]
- Volum 2.[5]
- Volum 3.[6]
- Volum 4.[7]
- Volum 5.[8]